# Naturbahnrodel-Junioreneuropameisterschaft 1987
Die 14. FIL-Naturbahnrodel-Junioreneuropameisterschaft fand vom 31. Januar bis 1. Februar 1987 in Kreuth in Deutschland statt.

## Technische Daten der Naturrodelbahn
| Name                   | Naturrodelbahn Kreuth-Klamm |
| Start                  | 1020 m                      |
| Ziel                   | 0.830 m                     |
| Höhendifferenz         | 0.190 m                     |
| Durchschnittl. Gefälle | 0.013,6 %                   |
| Länge                  | 1.400 m                     |

## Einsitzer Herren
| Platz | Name                   | Zeit |
| ----- | ---------------------- | ---- |
| 01    | Michael Bischofer      | ?    |
| 02    | Reinhard Beer          | ?    |
| 03    | Jürgen Holzer          | ?    |
| 04    | Roland Niedermair      | ?    |
| 05    | Trond Ramstad          | ?    |
| 06    | Sigurt Lanthaler       | ?    |
| 07    | Bruno Hochstaffel      | ?    |
| 08    | Ralf Stadlober         | ?    |
| 09    | Krzysztof Niewiadomski | ?    |
| 10    | Iwan Mahlknecht        | ?    |

38 Rodler kamen in die Wertung.

## Einsitzer Damen
| Platz | Name                   | Zeit |
| ----- | ---------------------- | ---- |
| 01    | Irene Koch             | ?    |
| 02    | Evi Pirhofer           | ?    |
| 03    | Evi Mitterstieler      | ?    |
| 04    | Sonja Leitner          | ?    |
| 05    | Natalie Obkircher      | ?    |
| 06    | Jeanette Koppensteiner | ?    |
| 07    | Petra Augscheller      | ?    |
| 08    | Juliane Bischofer      | ?    |
| 09    | Martha Kogler          | ?    |
| 10    | Renata Ścieszka        | ?    |

14 Rodlerinnen kamen in die Wertung.

## Doppelsitzer
| Platz | Name                                       | Zeit |
| ----- | ------------------------------------------ | ---- |
| 01    | Michael Bischofer – Gerhard Scherzer       | ?    |
| 02    | Josef Hofer – Sigurt Lanthaler             | ?    |
| 03    | Marko Lucat – Almir Betemps                | ?    |
| 04    | Andreas Ottitsch – Stefan Karner           | ?    |
| 05    | Krzysztof Niewiadomski – Oktawian Samulski | ?    |
| 06    | Michel De Bernardis – Stephane Keck        | ?    |
| 07    | Jürgen Holzer – Hubert Burger              | ?    |
| 08    | Bruno Hochstaffel – Manfred Flatscher      | ?    |
| 09    | Kazimierz Pilarz – Sebastian Fender        | ?    |
| 10    | Markus Brandacher – Josef Leitner          | ?    |

Elf Doppelsitzer kamen in die Wertung.

## Medaillenspiegel
| Platz | Land       | Gold | Silber | Bronze | Gesamt |
| ----- | ---------- | ---- | ------ | ------ | ------ |
| 1.    | Österreich | 3    | 1      | —      | 4      |
| 2.    | Italien    | —    | 2      | 3      | 5      |